# Hexamotor
Hexamotor é uma aeronave dotada de seis propulsores. Sua propulsão pode empregar tanto motores a pistão (como o Focke-Wulf Ta 400)  quanto motores a jato (como o Horten Ho XVIII e o Antonov 225).

## Galeria

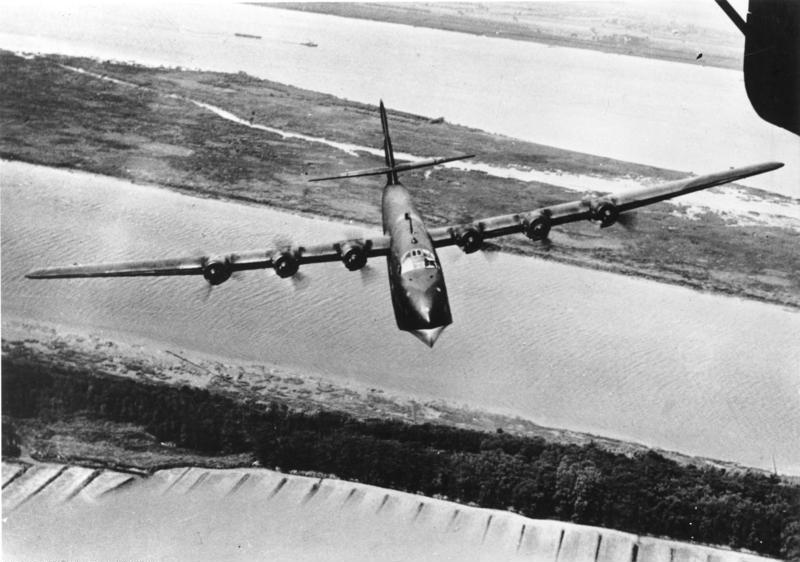
Blohm & Voss BV 222
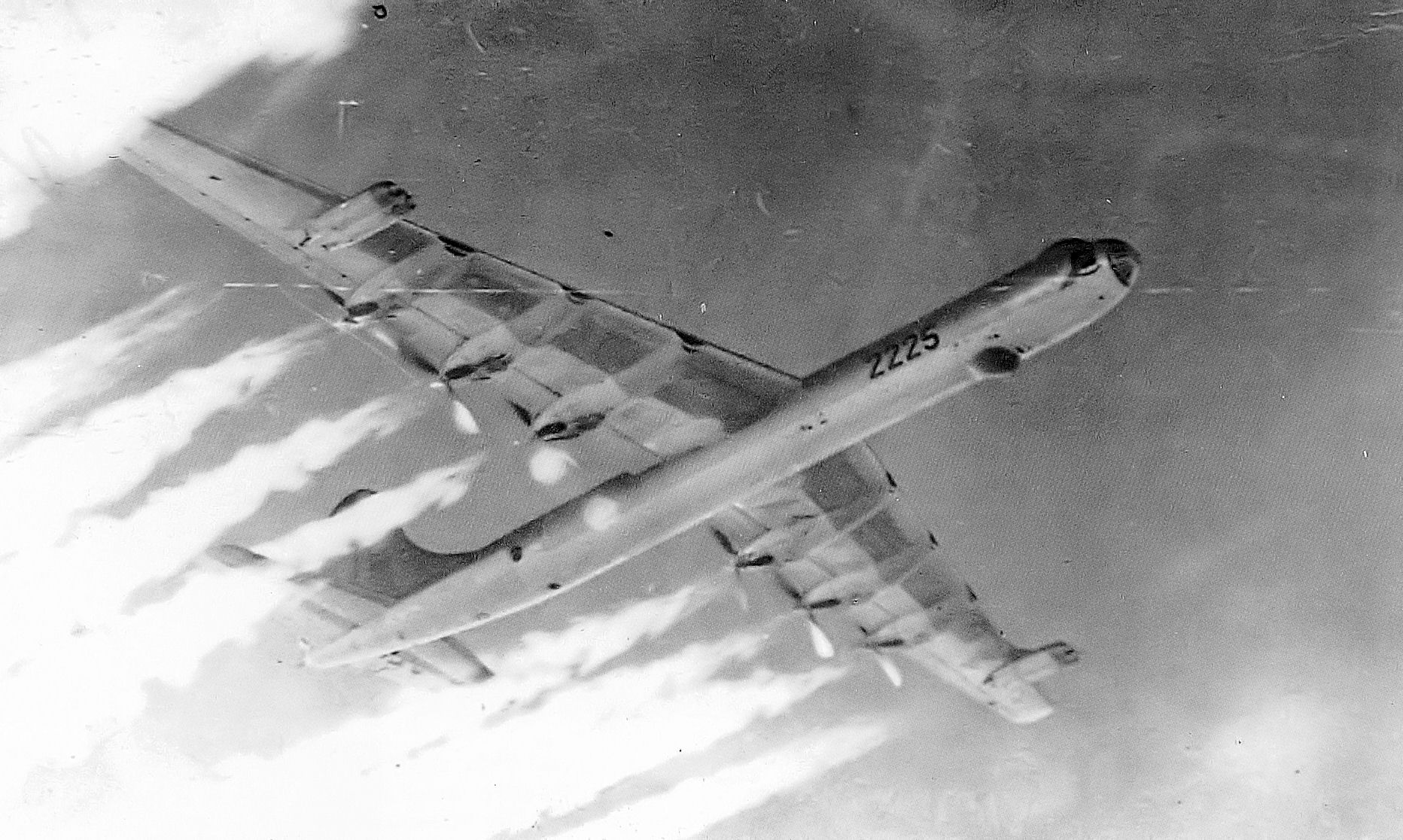
Convair B-36